# 河西街道 (通辽市)
河西街道，是中华人民共和国内蒙古自治区通辽市科尔沁区下辖的一个街道办事处。

## 行政区划
河西街道下辖以下地区：
中心社区、亲水人家社区、三家子村、汪家村、坤都庙村、湛路村、三义堂村、二号村、两棵树村、梅林村和开发区工业园区。